# Лоддин
Лоддин (нем. Loddin) — община в Германии, в земле Мекленбург-Передняя Померания.
Входит в состав района Восточная Передняя Померания. Подчиняется управлению Узедом-Зюд.  Население составляет 1056 человек (на 31 декабря 2010 года). Занимает площадь 5,92 км².
Коммуна подразделяется на 3 сельских округа.